# Liminal Field
Liminal Field ist ein Jazzalbum des Alexander von Schlippenbach / Dag Magnus Narvesen Duo. Die am 3. März 2018 im Veranstaltungsort Spor 5 in Stavanger von Frode Gjerstad mitgeschnittenen Aufnahmen erschienen im November 2019 auf Not Two Records.

## Hintergrund
Liminal Field ist das zweite Album des generationsübergreifenden Duos aus dem deutschen Pianisten Alexander von Schlippenbach und dem norwegischen Schlagzeuger Dag Magnus Narvesen: Es folgt auf die in limitierter Auflage erschienene LP Interweaving (Not Two Records, 2018). Als Teil der ersten Generation des europäischen Free Jazz wurde Schlippenbach bekannt als Leiter des Globe Unity Orchestra. Weiterhin zentral sind sein langjähriges Trios mit Evan Parker und Paul Lovens sowie seine Interpretationen des Thelonious-Monk-Kanons. Im Vergleich dazu sei Narvesen vielleicht viel weniger bekannt, notierte John Sharpe; zu Schlippenbachs weiteren Leistungen zählen unter anderem das Album Cornua Copiae (Clean Feed, 2016) seines DaMaNa-Oktetts und seine Kooperation mit seiner Frau, der Pianistin Aki Takase.

## Titelliste

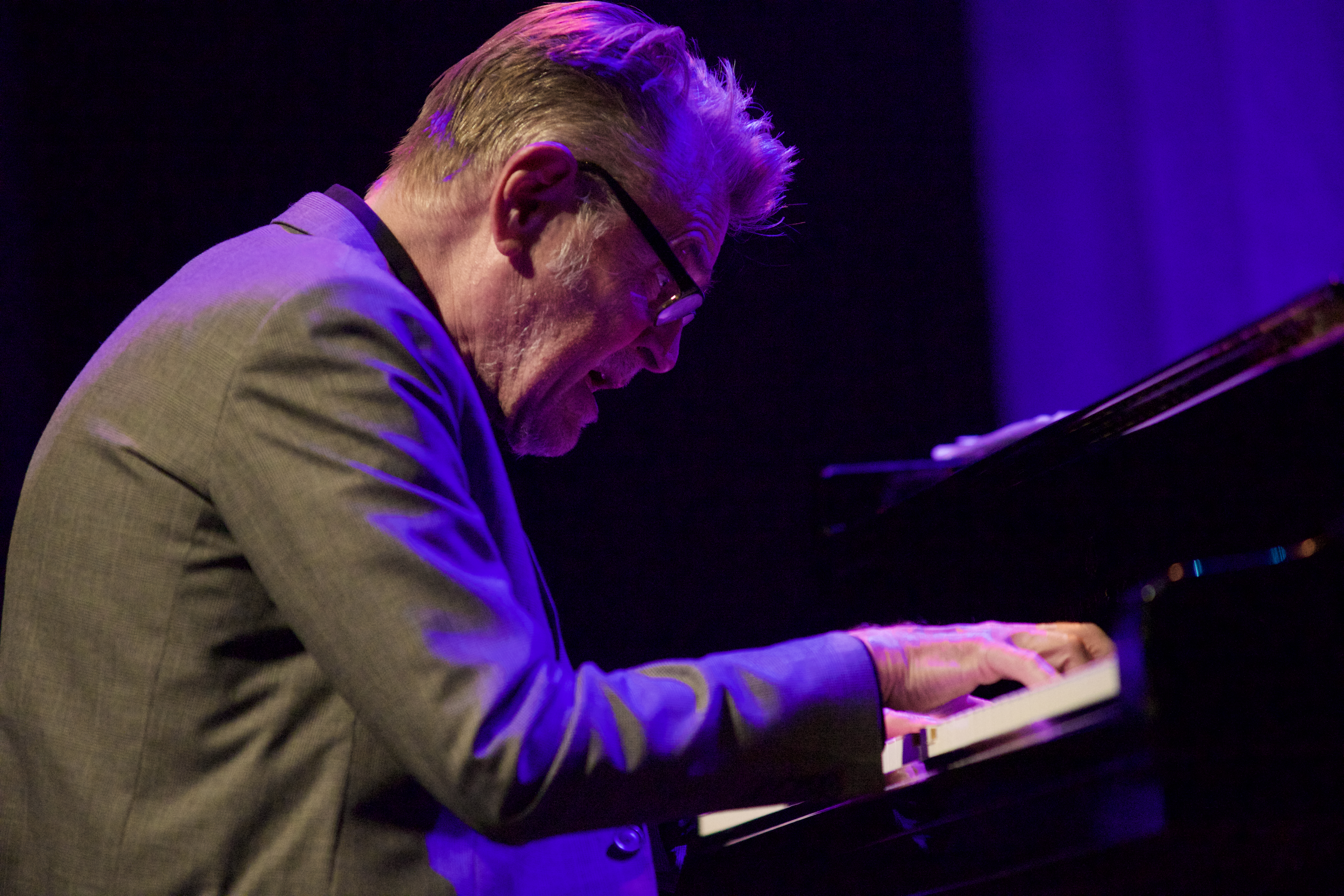
Alexander von Schlippenbach mit Monk’s Casino auf dem Transition Festival, Tivoli Vredenburg Utrecht 2018

- Schlippenbach / Narvesen Duo: Liminal Field (Not Two Records MW991-2)[2]

1 Relay Extempore 14:27

1a Trackside Duologes I

1b Kinga

2 Reveries in Monochrome (11:03)

2a Trackside Duologues II

2b Strings And Barrels

3,Morphing Monk (9:15)

3a Variations Over Light Blue, Work, Trinkle Trinkle and Skippy

3b Sic Transit

Brass Tacks (22:05)

4a Vantage Ad Lib

4b All the Things You Are

4c Trackside Duologues III

4d Something Sweet, Something Tender

4e Eisenbahn Epilogue
Die Kompositionen stammen von Schlippenbach / Narvesen, außer Kinga (Schlippenbach); „Light Blue“, „Work“, „Trinkle Trinkle“ und „Skippy“ (Thelonious Monk); Vantage Ad Lib (Narvesen); „All The Things You Are“ (Jerome David Kern) und „Something Sweet, Something Tender“ (Eric Dolphy).

## Rezeption
In einer Live-Aufnahme aus Stavanger in Narvesens Heimatland wären die beiden Musiker in vier spontanen Stücken zusammengekommen, die sich als Teil des uneingeschränkten Flusses auf Standards und Coverversionen beziehen, meinte John Sharpe in All About Jazz. Schlippenbach würde Schattierungen von Cecil Taylor sowie den Zwölfton-Serialismus und seinen Prüfstein Monk heraufbeschwören, während Narvesen eine klare, präzise Abfolge klanglich variierter Figuren zu einem torkelnden Impuls zusammenfüge. Anstatt sich explizit darauf zu beziehen, würden sie oft unterschiedliche Ideen gegenüberstellen, was Narvesen in seinen Liner Notes als Collage beschreibt. Schlippenbach und Narvesen erwiesen sich als produktive Mischung, die ebenso verzaubere wie herausfordere und den Altersunterschied von 45 Jahren auf die leichte Schulter nehme.